# Francesco Abbondio Castiglioni
Francesco Abbondio Castiglioni (Milano, 1º febbraio 1523 – Roma, 14 novembre 1568) è stato un cardinale e vescovo cattolico italiano.

## Biografia

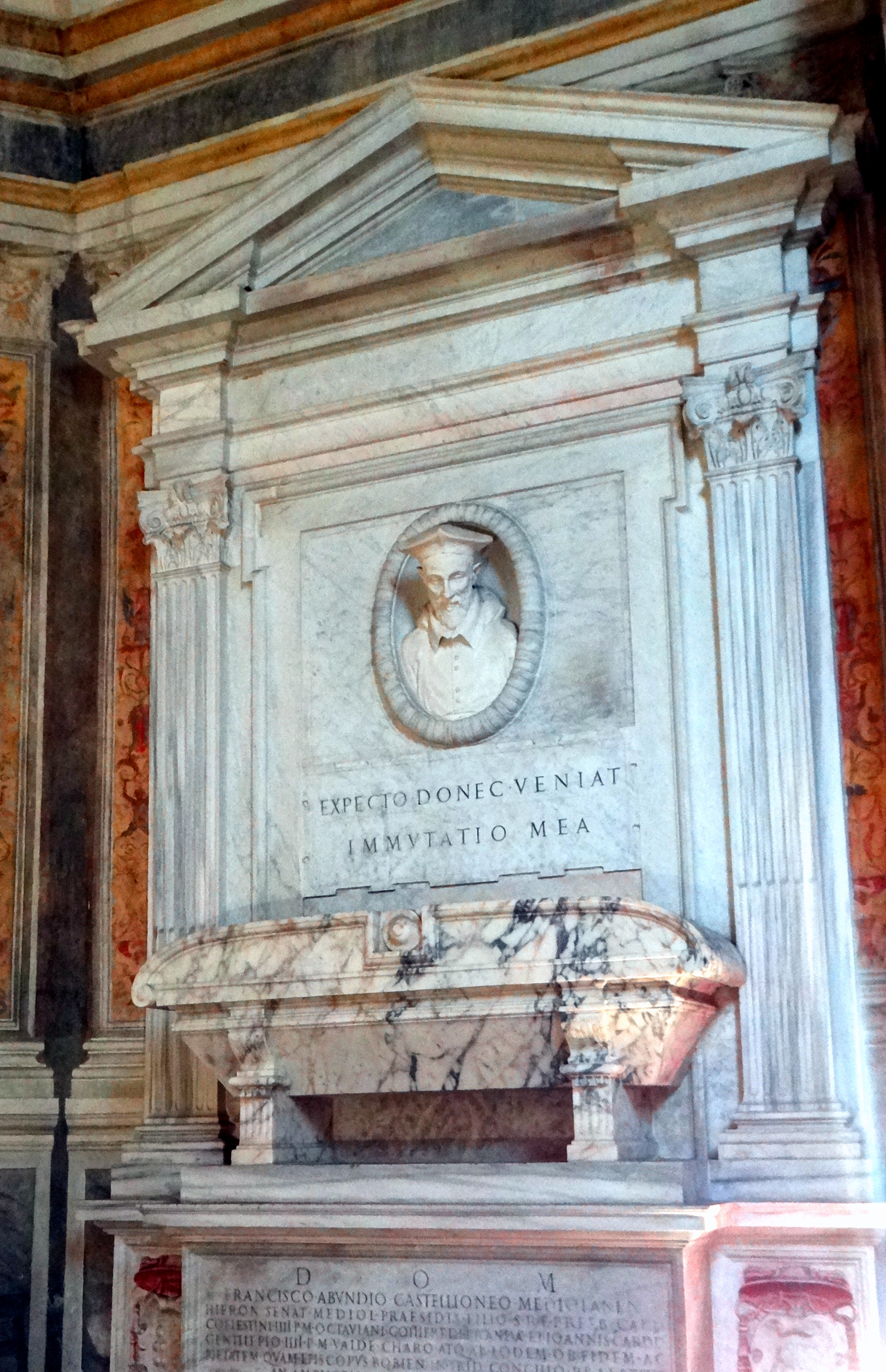
Monumento funebre del cardinale, basilica di Santa Maria del Popolo, Roma

Era figlio di Girolamo Castiglioni e di Guida Francesca Castiglioni.
Avviato alla carriera ecclesiastica, fu diacono a Milano. 
Quando nel 1551 fu nominato abate commendatario del monastero di Sant'Abbondio di Como, prese Abbondio come secondo nome. In queste vesti, portò avanti - senza però mai riuscire a terminare - alcuni lavori di ristrutturazione dell'ala est del monastero che erano in corso da prima del 1532.
Successivamente fu anche abate commendatario del monastero di Aquaefrigidae, sul lago di Como.
Il 9 gennaio 1562 fu eletto vescovo di Bobbio. Tra il 1562 e il 1563 partecipò al Concilio di Trento.
Partecipò al conclave del 1565-1566, che elesse papa Pio V.
Morì a Roma il 14 novembre 1568 e fu sepolto nella basilica di Santa Maria del Popolo.